# Katharina Bäuml
Katharina Bäuml (* 1975 in München) ist eine deutsche Oboistin und Schalmeispezialistin. Sie ist Gründerin und Leiterin des Bläserensemble Capella de la Torre.

## Leben und Werk
Katharina Bäuml studierte zunächst moderne Oboe bei Klaus Becker (Hannover), Rainer Herweg (Hamburg), und Winfried Liebermann (Mannheim), wo sie ihr Diplom mit Auszeichnung ablegte. Daneben studierte sie Barockoboe und andere historische Rohrblattinstrumente bei Renate Hildebrand (Hamburg) und Katharina Arfken (Schola Cantorum, Basel). Sie schloss dieses Aufbaustudium an der Schola Cantorum in Basel mit Auszeichnung ab.
„In Meisterkursen unter anderem bei Ku Ebbinge, Alfredo Bernardini, Paul Dombrecht und Bruce Haynes spezialisierte sie sich weiter in verschiedenen Bereichen der Alten Musik“  und Historischen Aufführungspraxis. Ihr besonderes Interesse gilt dem Repertoire für Blasinstrumente des 15. bis 17. Jahrhunderts. 2005 gründete sie das Bläserensemble Capella de la Torre, mit dem sie bisher über 20 Tonträger einspielte. Sie widmet sich auch der zeitgenössischen Musik auf historischen Instrumenten. So entstanden seit 2010 zahlreiche Kompositionen für das Duo Mixtura, das sie zusammen mit der Akkordeonistin Margit Kern ins Leben rief. Das Duo kombiniert in seinen Vorträgen Musik der Renaissance mit zeitgenössischen Musikstücken.
Katharina Bäuml leitet mehrere Festivals und Konzertreihen. Sie bringt dabei oft Musik der frühen Neuzeit mit dem Jazz in Verbindung. Sie leitete unter anderem die Konzertreihe Musica Ahuse in der romanischen Klosterkirche Auhausen, wo jedes Jahr führende Ensembles der Alten-Musik-Szene auftreten.
Katharina Bäuml unterrichtet in Berlin und gibt regelmäßig Meisterkurse an den Musikhochschulen in Genf, Hannover und Lübeck.